# Jan van Kessel (dit Kessel d'Amsterdam)
Pour les articles homonymes, voir Jan van Kessel.
Jan van Kessel (1641-1680), dit « Kessel d'Amsterdam », est un peintre néerlandais de paysages.

## Biographie
Fils du fabricant de cadres Thomas Jacobsz van Kessel, Jan van Kessel fut baptisé dans la Nouvelle Église d'Amsterdam le 22 septembre 1641, la date exacte de son décès n'est pas connue mais il fut inhumé le 24 décembre 1680 dans la chapelle amsteldamoise nommée Nieuwezijdskapel Ami de Meindert Hobbema, celui-ci fut le parrain de son deuxième fils Thomas Kessel en 1675.

## Œuvres
Peintures :
- Gray (Haute-Saône), musée Baron-Martin :
  - Les ennemis des serpents, huile sur cuivre, 13 x 19 cm ;
  - La Terre, huile sur bois, 174 x 24 cm ;
  - L'Eau, huile sur bois, 17 x 24.

Dessins :
- Besançon, musée des beaux-arts et d'archéologie.
- Lille, musée des beaux-arts.
- Paris, École nationale supérieure des beaux-arts.
- Paris, Fondation Custodia.
- Paris, musée du Louvre.

Tableaux :
- Gray (Haute-Saône), musée Baron Martin.